# 儀武ゆう子
儀武 ゆう子（ぎぶ ゆうこ、1981年1月28日 - ）は、日本の女性声優、構成作家、司会者、ナレーター。 フリーランス。沖縄県島尻郡与那原町出身。

## 概要

### 人物・来歴
以前はエーエス企画、ホーリーピーク、元氣プロジェクト、Breathe Arts(業務提携)に所属していた。2005年1月にアニメ情報番組『Club AT-X』にてリポーターとしてテレビ出演。その後同年4月よりテレビアニメ『こいこい7』にてメインキャラの役を抜擢され一部で人気を博す。同年7月には同作品で共演した二宮圭美（現在は声優業を引退している）と声優ユニットBooNo（ブーノ）を結成したが、2007年12月31日に解散した。
BooNoが解散してパートナーを失った2008年は自分1人でどこまでやれるかと決意を新たにし、ブログ更新を中断した。2009年に1年ぶりにブログを更新し、その年の目標に「ブログを多く更新したい」を挙げた。
親交の深い人物は、声優ではかかずゆみ、伊藤亜矢子、白石涼子、矢作紗友里、大浦冬華、釘宮理恵、宮崎羽衣、堀江由衣、福井裕佳梨、緒方恵美、竹達彩奈、阿澄佳奈、井口裕香などがおり、声優以外では佐藤順一・恭野夫妻、音楽ユニットmarbleと非常に親交が深い。
2014年3月2日、記者会見を開き結婚を発表した。
2016年10月26日、自身のブログにて第1子妊娠を公表。翌年3月29日に女児を出産。

### エピソード
18歳の頃に沖縄から上京。声優として活動する以前は、イベントのMCや地方ケーブルテレビのリポーターなどの仕事をしていた。現在もその経験を生かして、アニメの特別番組のリポーターやイベントのMC。さらに後述する放送部での経験から、アニメーション関連のラジオ番組の構成作家を担当することがある。
テレビアニメ『それいけ!アンパンマン』のアンパンマンの声と『ゲゲゲの鬼太郎 (テレビアニメ第3シリーズ)』の鬼太郎を同じ人が演じているとテロップで見て気づいた戸田恵子に「こんな仕事をする人がいるんだ」と感銘を受ける。
アニメ、漫画が好きだったため、子供の頃は「登場人物として物語の中に入りたい」と思っていた。その後、「それは無理だ」と悟り「じゃあどうすればいいんだ」となっていた時に「声優になればキャラの声としてアニメの中に入れるじゃん！」と気付いて、声優を目指した。
出身校は与那原東小、与那原中、知念高校。同高校を選んだのは当時放送部が華やかだったから。高校生の頃は放送部に属し、2年生以降はNHK杯全国高校放送コンテスト、九州高校放送コンテストそれぞれの県大会にて毎年アナウンス部門で優勝、全国大会では5位に入賞した。
放送部の活動でテレビやラジオの番組作りにも携わり制作の楽しさを知り、高校2年生の時から戦隊ヒーローものの子供ショーの司会や与那原まつりのアナウンスも担当していた。高校卒業後すぐに上京するが、最初のうちは声優にはほど遠い毎日で企業の事務や飲食店のアルバイトをしていた。
『風雨来記2』の出演とともに、同作スタッフたちの方言指導もしている。その後、奄美大島が舞台となる『うみものがたり 〜あなたがいてくれたコト〜』や沖縄県南城市が舞台の『白い砂のアクアトープ』でも、自ら出演するとともに、方言指導を担当している。
BooNo解散後も二宮との交流は続けており、2013年2月7日の本気!アニラブでは二宮をゲストに呼んでいる。
『たまゆら』では、当時キャストに内定していなかった（というかオーディションにすら呼ばれていなかった）にもかかわらず、監督の佐藤順一の取材旅行を追い掛けて、広島県竹原市まで自腹で同行し、その道中がたまゆら公式サイトで「たけはらんど」として公開された。この時出演を懇願したことが功を奏し、最終的にはメインキャラクターの1人である桜田麻音役に抜擢された。なお、佐藤監督はこの時の儀武の司会としての能力を高く評価しており、桜田麻音役に当初は儀武を起用する予定ではなかったものの、何かの役（犬や猫の役）で起用する構想は持っていたという。
『たまゆら〜hitotose〜』の第4話に出てくる桜田麻音による落書きは、儀武が子供の頃に実家の柱に描いたものがそのまま使われており、そのためこの回のエンディングテロップには原画で儀武の名前がクレジットされている。
松来未祐と親交が深く、2016年2月4日にTBSで放送された『NEWS23』で、松来が慢性活動性EBウイルス感染症で死去したニュースを報じた際、松来の親友であった儀武が出演して当時の壮絶な闘病生活の様子と松来を失った悲しみを涙ながらに語っている。

## 出演
太字はメインキャラクター。

### テレビアニメ
2004年
- Φなる・あぷろーち（涼〈少年時代〉、女子生徒 他）

2005年
- IZUMO -猛き剣の閃記-（猛〈少年〉）
- かりん（内藤福美、オーナー）
- こいこい7（鈴鹿アキヲ）
- ぺとぺとさん（女子）
- MÄR-メルヘヴン-（リリスの妹）

2006年
- あさっての方向。（子供A）
- うたわれるもの（姉）
- おとぎ銃士 赤ずきん（千絵）
- かしまし 〜ガール・ミーツ・ガール〜（麻里 他）
- ケモノヅメ（桃田俊彦〈5歳〉、小学生A）
- つよきす Cool×Sweet（対馬レオ〈幼少期〉、お菊 他）
- 出ましたっ!パワパフガールズZ
- パンプキン・シザーズ（ペーター）
- 吉永さん家のガーゴイル（菊一文字、石田歳三 他）
- 流星のロックマン（2006年 - 2008年、最小院キザマロ）　- 2シリーズ

2007年
- Over Drive（観客）
- さぁイコー! たまごっち（みみっち、ちゃまめっち）
- Devil May Cry（子供）
- ドージンワーク（会場アナウンス、女性客）
- ぷるるんっ!しずくちゃん あはっ☆（家の女性、かぜまる）
- ロビーとケロビー（タヌキ2）

2008年
- ネットゴーストPIPOPA（バット、久瀬拓海、テルルン）
- ハヤテのごとく!（アニメーター）

2009年
- 青い花（奥平あきら）
- うみものがたり 〜あなたがいてくれたコト〜（鈴木、女性、母親、幼少のサム）※方言指導も担当
- たまごっち!（2009年 - 2015年、ちゃまめっち、たまここ姫、わたわたっち、はじめっち、パティっち 他） - 4シリーズ
- ファイト一発!充電ちゃん!!（りん子）
- PandoraHearts（少年A）
- メタルファイト ベイブレード（2009年 - 2010年、対戦相手、少年、男の子1、少年1、子供A 他）

2010年
- えむえむっ!（間宮由美、女子C）
- 会長はメイド様!（ゴンちゃん、OL、姉、女の子 他）
- 刀語（灰賀欧）
- 神のみぞ知るセカイ（2010年 - 2013年、売店のおばちゃん、女子生徒、女子アナ、丸井雪枝、モブ子 他） - 3シリーズ
- GIANT KILLING（田沼幸太、アナウンス、リポーター）
- 伝説の勇者の伝説（イルナ・リュートルー〈ライナの母〉）
- B型H系（赤井先生）

2011年
- 異国迷路のクロワーゼ The Animation（少女2、家政婦1、浮浪児）
- うさぎドロップ（母親A）
- おじゃる丸（2011年 - 2014年、ヒトミ、とみえ、主婦、毛虫）
- C（ベル）
- スイートプリキュア♪（西島和音、女子生徒、オウム、女の子、子ども）
- 世界一初恋2（井坂の母）
- たまゆら シリーズ（2011年 - 2013年、桜田麻音） - 2シリーズ
- ダンタリアンの書架（男子B）
- へうげもの（秋月竜子）
- 放浪息子（佐藤環）

2012年
- アクセル・ワールド（糸洲真魚 / コーラル・メロウ）
- 恋と選挙とチョコレート（枝川希美）
- CØDE:BREAKER（紅葉、子犬、子供達）
- 絶園のテンペスト（少女C）
- だから僕は、Hができない。（加賀さとみ）
- めだかボックス アブノーマル（上峰書子）
- ROBOTICS;NOTES（早川）

2013年
- ジュエルペット きら☆デコッ!（システム音声）
- バクマン。3（北見リリカ）
- ヤマノススメ（2013年 - 2022年、小野塚ひかり、クラスメイト女子A、女子、クラスメイトA） - 4シリーズ

2014年
- ウィザード・バリスターズ 弁魔士セシル（ケイジ）
- M3〜ソノ黒キ鋼〜（オババ）
- ガールフレンド（仮）（小野寺千鶴）
- 超爆裂異次元メンコバトル ギガントシューター つかさ（クリスティーン）
- デンキ街の本屋さん（帽子少年）
- ハマトラ（料理の先生）
- マジンボーン（桃太郎、圭子先生、幼い翔悟 / 少年翔悟）
- 47都道府犬R（沖縄犬）

2015年
- Go!プリンセスプリキュア（春野もえ、ゆうき〈子供時代〉）
- 団地ともお（看護師）
- 北斗の拳 イチゴ味（女C、ターバンの少年、ユリア〈子供時代〉、ユダガールズ）
- ユリ熊嵐（侍女(1)、クマカロン、仲間(3)）

2016年
- 蒼の彼方のフォーリズム（保坂実里）
- あんハピ♪（花小泉桜、響の母、家政婦）
- かみさまみならい ヒミツのここたま（ピンコ）
- 旅街レイトショー 第三夜「夏祭り」（ハルカ）
- ディバインゲート（ヒロト）

2017年
- BanG Dream!（真次璃々子、ボーカルA、鈴木佳奈子）

2018年
- かくりよの宿飯（女将）
- ぐらんぶる（2018年 - 2025年、飯田かなこ） - 2シリーズ

2019年
- RobiHachi（迷子のケンタ）

2020年
- はてな☆イリュージョン（女生徒、劉生）

2021年
- クレヨンしんちゃん（イリオモテヤマネコ）
- 白い砂のアクアトープ（占い師メイサ、照屋さつき、キジムナー、常連客、店員 他） - 方言監修も担当
- でーじミーツガール（いにしえの神） - 方言指導も担当

2022年
- うたわれるもの 二人の白皇（フミルィル、端末音声）

2023年
- REVENGER（いたち）
- アリス・ギア・アイギス Expansion（富田海良）
- BanG Dream! シリーズ（2023年 - 2025年、真次凛々子） - 2シリーズ
- 英雄教室（女医）
- 16bitセンセーション ANOTHER LAYER（おばあちゃん、店員、犬、アナウンス、キャスター 他）

2024年
- 結婚するって、本当ですか（女性アナウンサー）

2025年
- 沖縄で好きになった子が方言すぎてツラすぎる（喜屋武のおばあ〈喜屋武幸子〉）

### 劇場アニメ
2007年
- えいがでとーじょー! たまごっち ドキドキ! うちゅーのまいごっち!?（ちゃまめっち）

2008年
- 映画! たまごっち うちゅーいちハッピーな物語!?（ちゃまめっち）
- パッテンライ!! 〜南の島の水ものがたり〜（新垣美代）

2010年
- おまえうまそうだな（恐竜）
- ジュノー（レナ）

2012年
- ヱヴァンゲリヲン新劇場版:Q（無線の音声）

2013年
- 映画 プリキュアオールスターズNewStage2 こころのともだち（妖精）

2018年
- 詩季織々「上海恋」（2018年、リモの母）

2020年
- 海辺のエトランゼ（沖縄のおばあちゃん） - 沖縄弁指導も担当

2021年
- シン・エヴァンゲリオン劇場版𝄇

2024年
- 劇場版 BanG Dream! It's MyGO!!!!! 前編：春の陽だまり、迷い猫（真次凛々子）

### OVA
2004年
- Wind -a breath of heart-（丘野真〈少年時代〉）
- Phantom -PHANTOM THE ANIMATION-

2005年
- イリヤの空、UFOの夏（先坂絵里）
- 学校の怪談（ラビ）

2007年
- 真救世主伝説 北斗の拳 ユリア伝（ケンシロウ〈少年時代〉）

2008年
- やなせたかしメルヘン劇場 もりのヒーロー ハリーとマルタン（キツネ）

2010年
- たまゆら（桜田麻音）

2011年
- 薄桜鬼 雪華録（子供）

2012年
- でんぢゃらすじーさん邪（女の子）
- ドグラ・マグラ（呉モヨ子、黛）
- 華ヤカ哉、我ガ一族 キネトグラフ（有吉文子）
- わんおふ -one off-（マロ）

2014年
- 絶滅危愚少女 Amazing Twins（望月幽）

2015年
- たまゆら〜卒業写真〜（2015年 - 2016年、桜田麻音）
- ヤマノススメ セカンドシーズン（小野塚ひかり、外国人ヒナタ） - TV未放送話

2017年
- ヤマノススメ おもいでプレゼント（ひかり）

### Webアニメ
- ゾンミちゃん（2016年、ロメ子）
- おしえて北斎! -THE ANIMATION-（2021年、てんこりんのママ）

### ゲーム
2003年
- エスプガルーダ（タテハ〈覚醒時〉）

2004年
- スペースコロニー（ホシ）

2005年
- 風雨来記2（上原海琴） - 方言指導も担当

2006年
- パルフェ - Chocolat Second Style -（桂木美鈴）

2007年
- 流星のロックマン2（最小院キザマロ）

2009年
- アークサイン（ヘリオドール、ミニロボバトラーかずみ）
- ナデプロ!! 〜キサマも声優やってみろ!〜（小石川香織）

2010年
- アガレスト戦記2（イングリッド）
- 戦極姫2・炎〜百華、戦乱辰風の如く〜（石川五右衛門、柿崎影家）
- 華ヤカ哉、我ガ一族（有吉文子）
- ハローキティとまほうのエプロン 〜サンリオキャラクター大集合!〜（システム音声）

2011年
- グラナド・エスパダ（ダリア）
- テイルズランド（夏海キャラクター）
- ToHeart2 ダンジョントラベラーズ（ペギー）
- 嫁コレ（桜田麻音）

2012年
- 真・恋姫†夢想 〜乙女対戦★三国志演義〜（孫権）
- いますぐお兄ちゃんに妹だっていいたい!（森夏奏）
- ガールフレンド（仮）（小野寺千鶴、成瀬まなみ）
- 恋と選挙とチョコレート PORTABLE（枝川希美）

2013年
- 俺の彼女のウラオモテ 〜Pure Sweet Heart〜（上杉朱乃）
- 限界凸騎 モンスターモンピース（ネフの秘書）
- X・A・O・C 〜ザオック〜（弥犬族・女性）
- デジモンアドベンチャー

2014年
- 御城プロジェクト（首里城・浦添城・滝山城）
- ヒーローズプレイスメント（ヤマピカリャー）
- RE:VICE[D]（ミケ）

2015年
- 華ヤカ哉、我ガ一族 モダンノスタルジィ（有吉文子）
- 百花繚乱エリクシル 〜Record Of Torenia Revival〜（バジル・マリーゴールド）

2016年
- 蒼の彼方のフォーリズム（保坂美里）
- うたわれるもの 二人の白皇（フミルィル）
- あんさんぶるガールズ!!（鶯木こはる）
- 御城プロジェクト:RE（首里城・浦添城・滝山城、琉球御城、中城城）
- はじめてのノベルゲーム（2016年、エポワス妃）

2017年
- ダンジョントラベラーズ2-2 闇堕ちの乙女とはじまりの書（ペギー）
- 天華百剣-斬-（千代金丸）

2018年
- アズールレーン（フミルィル）

2021年
- MAGLAM LOAD / マグラムロード（マミィ）
- うたわれるもの斬2（フミルィル）

2022年
- ブラウンダスト（アラン）

2023年
- バンドリ! ガールズバンドパーティ!（真次凛々子）
- 薔薇と椿 〜お豪華絢爛版〜（栗戸アポ子、家政婦C、次皿愛、ムーブルク）

### ドラマCD
- 純情ミステイク（龍一郎の母）
- tactics 第一巻 佐賀怪猫伝（立花小夜子）
- たまゆらじおどらまぷらす（桜田麻音）
- たまドラ〜マタアエタネ、なので。〜（桜田麻音）
- 超空転神トランセイザー（小倉歩美）
- 半分の月がのぼる空 VOL.1（看護婦）
- RE:BORN〜仮面の男とリボンの騎士〜（エリザベート[59]）※コミックス第1巻ドラマCD同梱版
- ティアラ! 名作劇場 ふろくドラマCD ふしぎの国のアリス（三月ウサギ）

### 吹き替え

#### 映画
- ラッキー・ガイ （フォンフォン〈スー・チー〉
- タイムマシン大作戦
- アナコンダ vs. 殺人クロコダイル

#### テレビドラマ
- コールドケース4 #9
- コールドケース5 #7
- コールドケース7 ザ・ファイナル（ティム） #16
- 蒼穹の昴（香琦）

#### アニメ
- サンタのマジック・クリスタル（ジフィー、2011）
- キラキラ キャッチ!ティニピン (メソピン、2024）

### 舞台
- 演劇企画CRANQ 3rd STAGE「止むに止まれず！」（2015年2月11日、ザ・ポケット） - 謎の女 役[60]

### ラジオ
※はインターネット配信。
- かかずゆみの超輝け!大和魂!!（2005年、音泉※、代理パーソナリティー）
- BooNo育成計画152（2005年 - 2006年）
- BooNoの「た〜めりっくあわ〜」（2006年 - 2007年、BBstation※）
- 青い花 〜Sweet Blue Radio〜（2009年、HiBiKi Radio Station※、メディファクラジオ※）
- たまゆらんど（2010年、たまゆら公式サイト※）
- たまゆらじお（2010年、たまゆら公式サイト※）
- たまゆ〜し〜（2011年、たまゆら公式サイト※）
- たまゆらじお〜hitotose〜〜（2011年 - 2012年、たまゆら公式サイト※）
- 本気!アニラブ（2012年 - 2013年、超!A&G+※）
- 儀武ゆう子"SUN"（2013年 - 2017年、超!A&G+※・AG-ON※）[61]

### テレビ
- 嘉陽サスペンス劇場?!（AT-X、番組リポーター）
- キミキス pure rouge（特別番組：独立UHF局など、番組リポーター）
- Club AT-X（AT-X、番組リポーター）
- GOLDEN TIME 2005 踊る春の新作大走査線（AT-X、番組リポーター）
- 新春福引きSP！昌也VS悠一 ナマ・ナマ・モリ・モリ龍球Z!!（AT-X、番組ゲスト）
- ウチの夏フェス2012！MASAYA48特番「昌也のドリームウェディング」（AT-X、2012年9月1日）

### DVD
- ARIA The NATURAL DVD特典映像・佐藤順一監督インタビュー（インタビュアー）
- スイートプリキュア♪　ミュージカルショー 〜ドッキドキ!絵本の世界は楽しいニャ!〜（白雪姫）
- 声優ドライブ旅 金朋タクシー 儀武ゆう子と日光でニッコニコ２人旅
- 儀武ゆう子presents 私をハネムーンにつれてって

### CM
- エスエスケイフーズ「チーズたまり醤油ドレッシング」（CMソング歌唱）
- 沖縄かりゆしアーバンリゾート・ナハ ウェディング TVCM「この感動は想像を超える」[62]

### その他
- LOVE TASTER（ボーカル[63][64]）
- ふれあいふれんど!おしゃべりちゃまめっち!（ちゃまめっち）
- 日本公認会計士協会 職業紹介DVD「転校生は公認会計士!」（さやか）
- はるかなレシーブ わたしたちは、スタジオの中でペアになった――（構成作家）[65]
- 異世界チート放送局（構成作家）[66]
- ラジオ慎重勇者〜このラジオが面SHIREEEくせに慎重すぎる〜（構成作家）[67]
- メイプルとサリーの防御特化とインターネットラジオ（構成作家）[68]
- 社長、ラジオの時間です！シャチラジ（構成作家）[69]
- 魔女のラジ々～配信するのは、そう、私イレイナです！～（構成作家）
- Deep Insanity Antarctica Front Radio（構成作家）
- 大崎下島観光音声ガイド（ナレーション[70]）
- 『改めましてTINGSです！』（構成作家）
- 縁うたわれるものらじお（構成作家）
- ルミナスウィッチーズラジオ【TALK ON】（構成作家）
- TVアニメ「結婚するって、本当ですか」〜ラジオやったら、聞いてくれますか？〜[音泉 WEBラジオ 2024年10月期](構成作家)
- ひーなーの『沖ツラジオ』〜沖縄を好きになった子が方言を学びつつラジオする〜[音泉 WEBラジオ 2025年01月期](構成作家)

### シリーズ一覧
1. ↑  『流星のロックマン』（2006年 - 2007年）、続編『流星のロックマン トライブ』（2007年 - 2008年）
2. ↑  第1期（2009年 - 2012年）、第2期『ゆめキラドリーム』（2012年 - 2013年）、第3期『みらくるフレンズ』（2013年 - 2014年）、第4期『GO-GO たまごっち!』（2014年 - 2015年）
3. ↑  第1期（2010年）、第2期『II』（2011年）、第3期『女神篇』（2013年）
4. ↑  第1期『〜hitotose〜』（2011年）、第2期『〜もあぐれっしぶ〜』（2013年）
5. ↑  第1期（2013年）、第2期『セカンドシーズン』（2014年）、第3期『サードシーズン』（2018年）、第4期『Next Summit』（2022年）
6. ↑  Season 1（2018年）、Season 2（2025年）
7. ↑  『It's MyGO!!!!!』（2023年）、『Ave Mujica』（2025年）